# Fandango parao

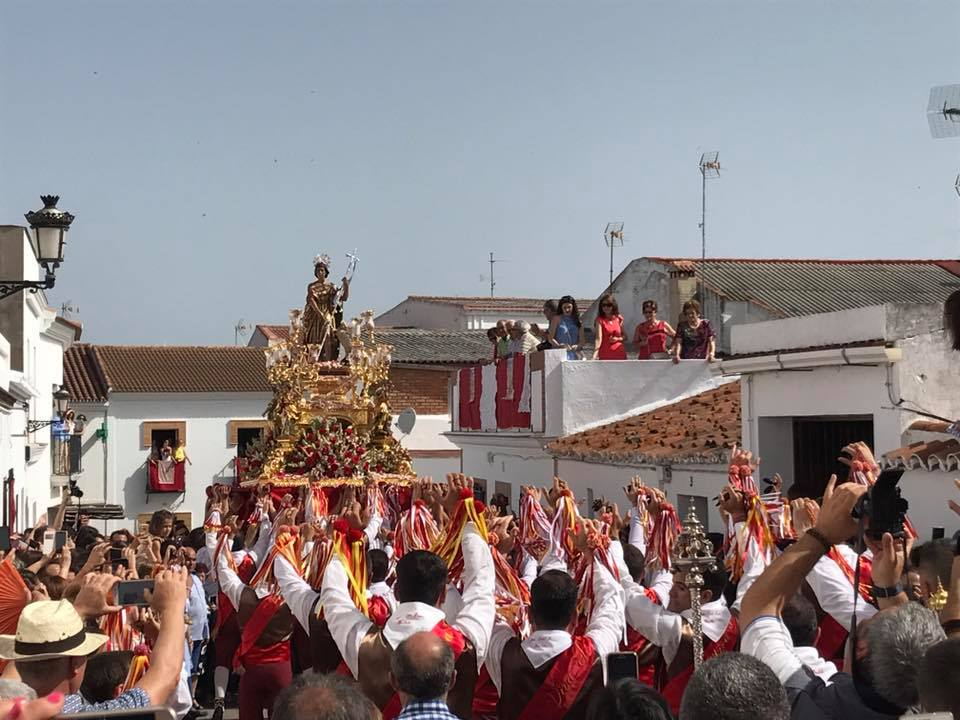
Procesión de San Juan el Bautista en Alonso (2018). Los danzantes o cascabeleros son los encargados de bailar el fandango parao.

El fandango parao es una de las llamadas danzas rituales onubenses, desarrollada en la localidad de Alosno, en la provincia de Huelva, España.
Se trata de un baile que los «cascabeleros» realizan después de la procesión y misa de San Juan Bautista, el 24 de junio, en el paseo o plaza de la Constitución de Alosno. La danza es un baile en pareja, distribuyéndose el grupo entre cuatro y seis pares dispuestos en dos hileras en el que se simula una disputa bailada a través de varios pasos o mudanzas ejecutados sin desplazamiento del lugar. El baile, al igual que la música de gaita y tamboril, se estructura según dos secuencias melódicas repetidas ocho veces que incluyen un paso común y mudanzas por parejas, finalizando con un paso bailado y un abrazo de confraternidad entre las parejas de danzantes.
Los símbolos que identifican a la danza son las «cascabeleras», la indumentaria y el abrazo final, como símbolo de reconciliación.